# Lipotriches rainandriamampandryi
Lipotriches rainandriamampandryi är en biart som först beskrevs av Gregory B. Pauly 2001.  Lipotriches rainandriamampandryi ingår i släktet Lipotriches och familjen vägbin. Inga underarter finns listade i Catalogue of Life.